# Lamborghini Countach

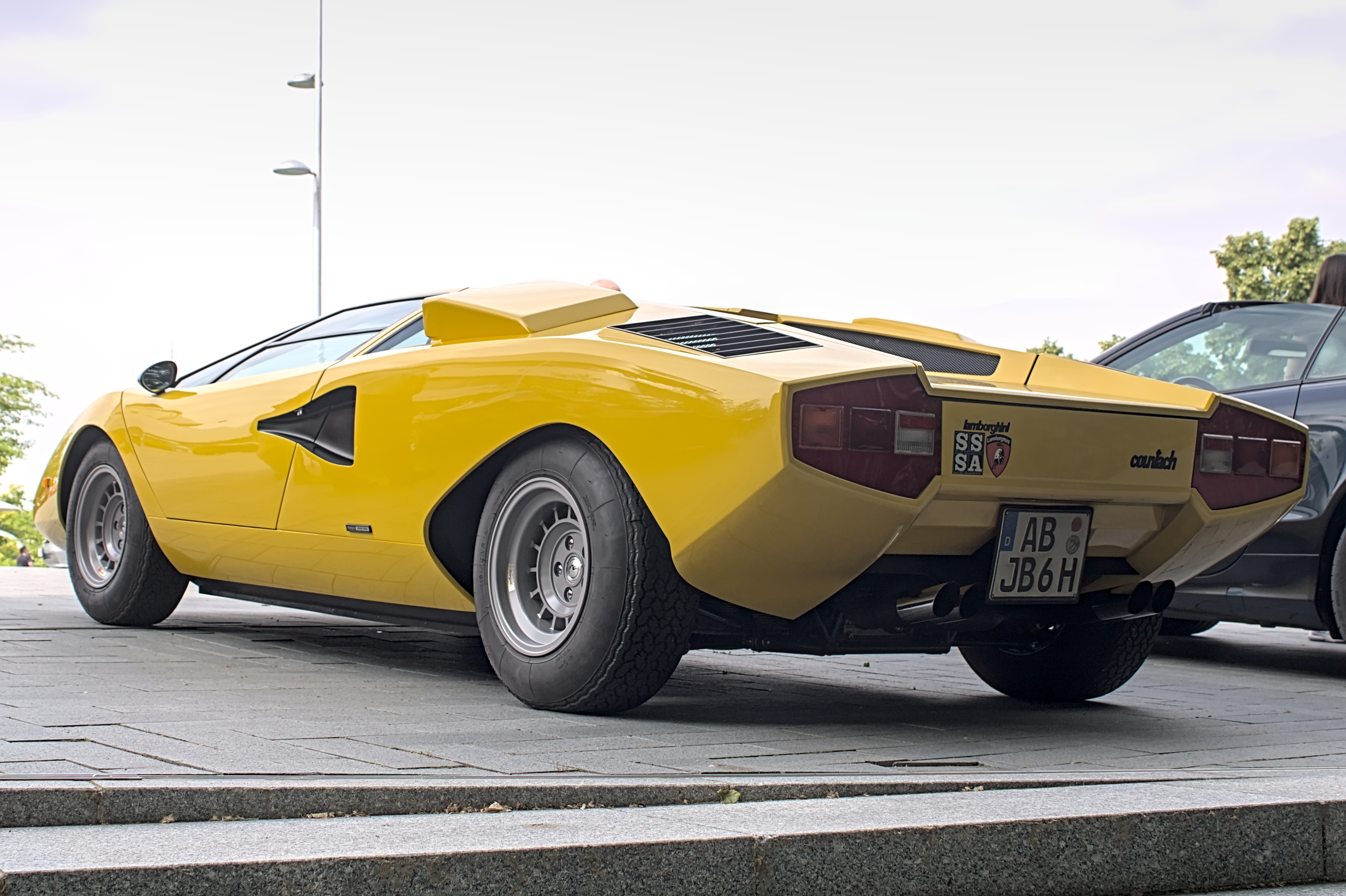
Heckansicht

Der Lamborghini Countach [kuŋˈtaʧ] (intern LP 112) ist ein zweitüriger Mittelmotor-Sportwagen des italienischen Fahrzeugherstellers Lamborghini. Er wurde in verschiedenen Varianten von 1974 bis 1990 hergestellt. Er gilt als das wichtigste Modell in der Geschichte der Marke, das eine Reihe späterer Lamborghini-Coupés technisch und stilistisch beeinflusste. Nimmt man alle Varianten des Wagens zusammen, so entstanden ungefähr 2000 Serien-Countachs.

## Modellbezeichnung
Der Name Countach (ausgesprochen [kuŋˈtaʧ], kungtatsch) geht nach verbreiteter Darstellung auf einen Ausdruck aus dem Piemontesischen Dialekt zurück. Das orthographisch nicht festgelegte Wort Countach steht danach für einen Ausruf, der Erstaunen und Bewunderung in sich vereint. In der Literatur kursieren unterschiedliche Interpretationen; zu ihnen gehören „fantastisch“, „Boah!“, „Wahnsinn“ oder „Herrjeh“. Einigen Quellen zufolge ist Countach ein vulgäres Wort; einzelne übersetzen es mit „geil“. Hierzu wird üblicherweise die Geschichte verbreitet, ein Bertone-Mitarbeiter habe diesen Ausruf getätigt, als er die Sportwagenstudie zum ersten Mal sah. Ein britischer Autor zweifelt das allerdings an und hält sowohl die Geschichte als auch den Begriff Countach selbst für „frei erfunden“.
Als Zusatzbezeichnung verwendete Lamborghini die Buchstaben LP. Sie stehen für longitudinale posteriore („längsgerichtet hinten“) und beziehen sich auf die Position des Motors. Die daran angehängten drei- oder vierstelligen Zahlen nehmen auf den Hubraum des jeweiligen Motors Bezug.

## Entstehungsgeschichte

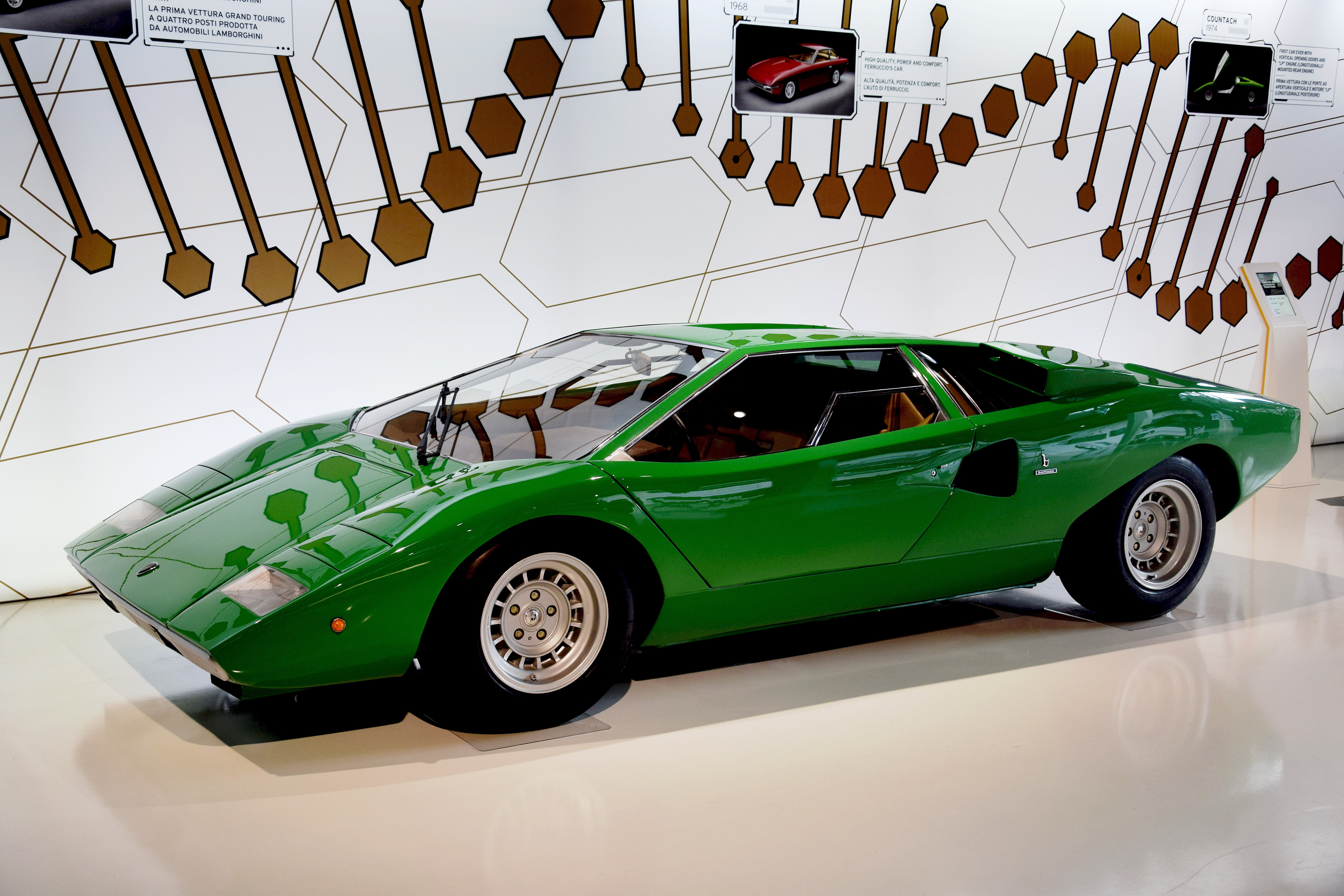
Countach-LP-400-Prototyp (1973)

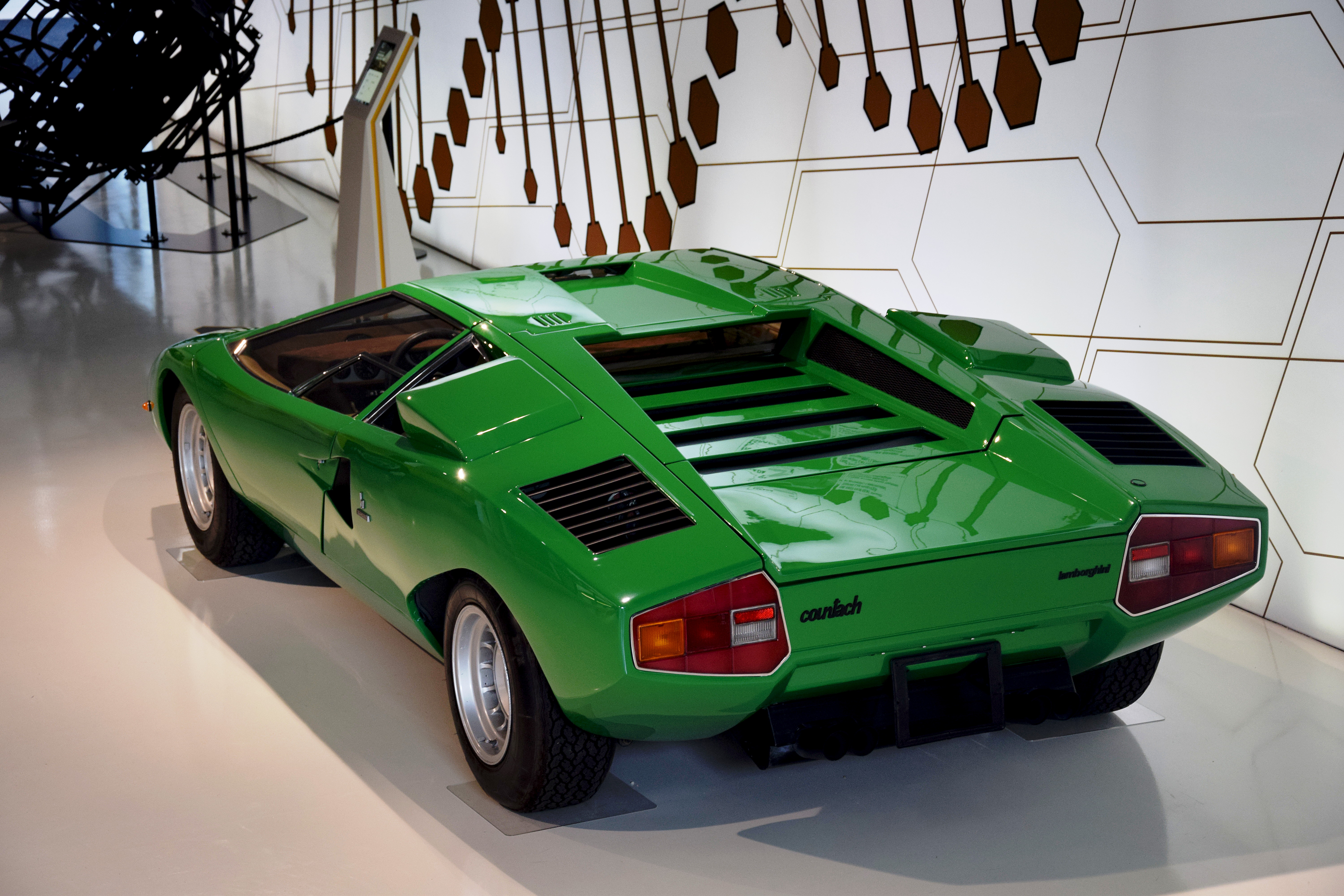
Countach-LP-400-Prototyp (1973)

Der 1963 gegründete Automobilhersteller Lamborghini hatte mit dem 1966 eingeführten Miura einen der ersten Mittelmotorsportwagen auf den Markt gebracht. Auf dem Genfer Autosalon im März 1971 stellte das italienische Studio Bertone eine Lamborghini Countach LP 500 genannte Designstudie vor, die auf das Marktsegment des Miura zugeschnitten war. Der gelb lackierte Wagen erschien nicht bei Lamborghini, sondern auf Bertones Stand. Ursprünglich war keine Serienfertigung des Coupés geplant; die Studie war lediglich als „Leistungsbeweis“ gedacht. Der Wagen fand jedoch so starken Anklang, dass Ferruccio Lamborghini den fahrbereiten LP 500 zunächst umfangreich testen ließ. Im Mai 1972 fiel schließlich die Entscheidung für die Serienproduktion des Wagens. Ein grün lackierter Prototyp des Countach, der sich technisch und stilistisch von der Studie LP 500 in einigen Merkmalen unterschied, wurde im März 1973 auf dem Genfer Auto-Salon der Öffentlichkeit präsentiert. Zu dieser Zeit kam es jedoch in den Staaten des Westens zur sogenannten Ölkrise. Lamborghini hielt das Auto für so gut, dass es sich seiner Meinung nach trotzdem gut verkaufen müsste. Die Entwicklung des Countach zog sich allerdings in die Länge, weil Lamborghini zeitgleich den kleineren Sportwagen Urraco zur Serienreife bringen musste und mit der Entwicklung von zwei Autos finanziell und organisatorisch überfordert war. Das endgültige Serienmodell debütierte auf dem Pariser Autosalon im Herbst 1973; das erste Kundenfahrzeug wurde allerdings erst am 11. April 1974 ausgeliefert. Zu dieser Zeit war die Produktion des Miura bereits ausgelaufen. In den ersten Jahren war der Countach noch nicht ausgereift; Lamborghini führte regelmäßig Verbesserungen während der laufenden Produktion ein.
Der Countach blieb bis 1990 im Programm und überdauerte in dieser Zeit mehrere Krisen und Eigentümerwechsel. Während der Urraco zum Misserfolg wurde und die BMW-M1- und Cheetah-Projekte scheiterten, sicherte der Countach das Überleben Lamborghinis und prägte im Laufe der Jahre das Bild der Marke nachhaltig. Viele spätere Lamborghini-Modelle wie der Diablo, der Murciélago und der Aventador setzten das Designkonzept des Countach fort.

## Technik und Karosserie
Die technische Entwicklung des Countach verantwortete Lamborghinis Werksleiter Paolo Stanzani; die Weiterentwicklung übernahm ab 1975 der bisherige Maserati-Cheftechniker Giulio Alfieri, teilweise arbeitete auch Gian Paolo Dallara am Countach mit.

### Antriebstechnik

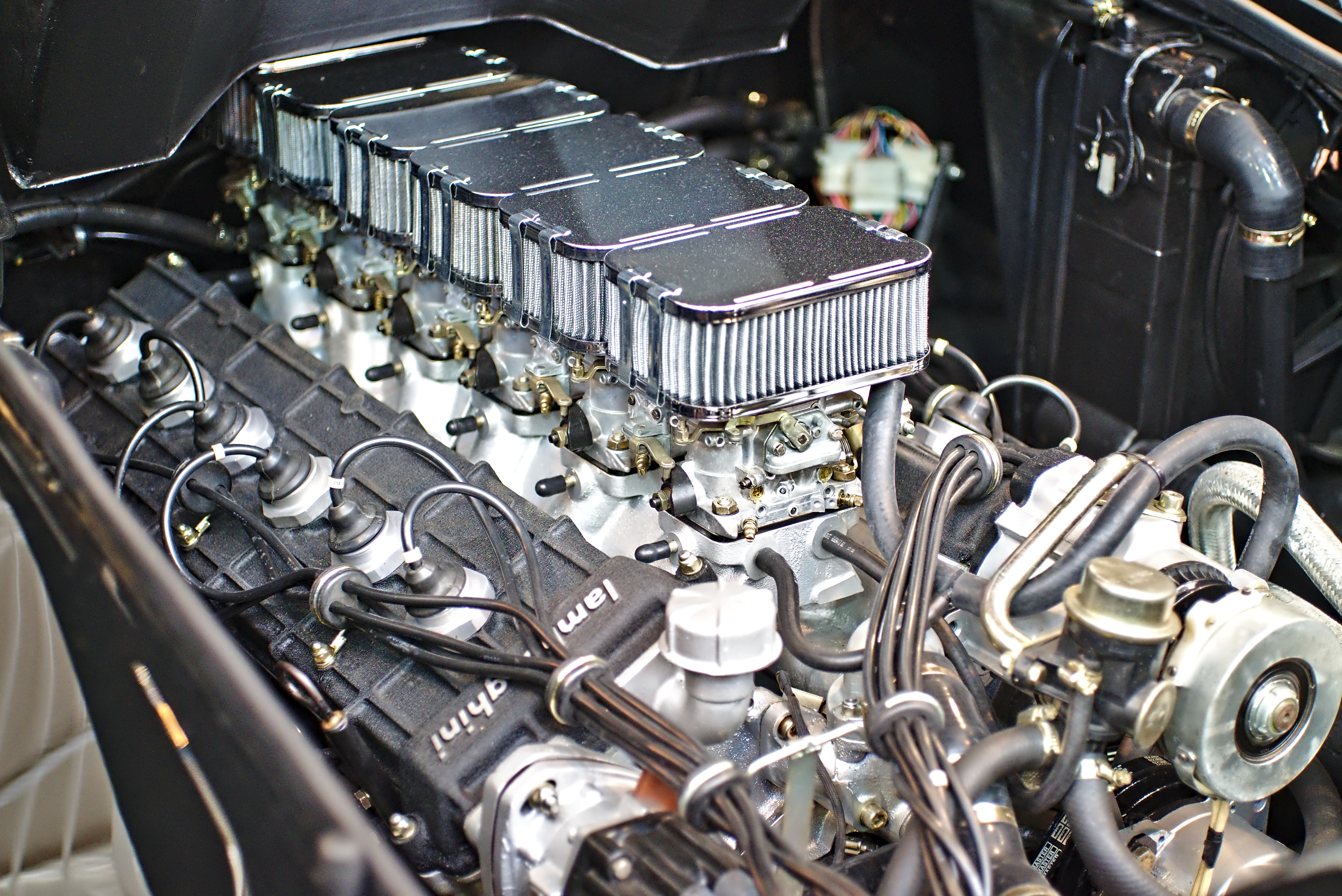
V12-Motor im Lamborghini Countach

Alle Versionen des Countach haben einen längs eingebauten V12-Motor in Mittellage. Der Motor des Countach geht auf eine Konstruktion Giotto Bizzarrinis zurück. In seiner ursprünglichen Form war dieser bereits 1963, und zwar beim Prototyp Lamborghini 350 GTV gezeigt worden. Jedoch haben ihn Gian Paolo Dallara und Bob Wallace für das Produktionsmodell 350 GT zur Serienreife entwickelt. Seitdem setzte Lamborghini diesen Motor in verschiedenen Varianten in Front- und Mittelmotorsportwagen ein.
Der Zylinderbankwinkel beträgt 60 Grad. Der Motorblock und die Zylinderköpfe bestehen aus einer Aluminiumlegierung. Jede der beiden Zylinderreihen hat zwei obenliegende Nockenwellen, die über Rollenketten angetrieben werden. Die ersten Versionen haben je ein Ein- und ein Auslassventil pro Zylinder; ab 1985 (LP 500 Quattrovalvole) kamen vier Ventile pro Zylinder zum Einsatz. Die Kurbelwelle ist siebenfach gelagert. Die Gemischaufbereitung übernahmen regelmäßig sechs Doppelvergaser von Weber, deren Konfiguration sich im Laufe der Jahre mehrfach änderte; lediglich die in die USA exportierten Fahrzeuge hatten eine elektronische Benzineinspritzung von Bosch. Der Hubraum wurde im Laufe der Jahre von 3929 cm³ beim ersten Serienmodell auf 5167 cm³ vergrößert, die Motorleistung stieg in dieser Zeit von 276 kW (375 PS) auf 335 kW (455 PS).
Anders als beim Vorgängermodell Miura ist der Motor nicht quer zur Fahrtrichtung, sondern längs eingebaut. Ungewöhnlich ist der Hinterradantrieb mit Fünfganggetriebe vor dem Motor und einer Welle durch die Ölwanne zum Differentialgetriebe.

### Aufbau

#### Konstruktion

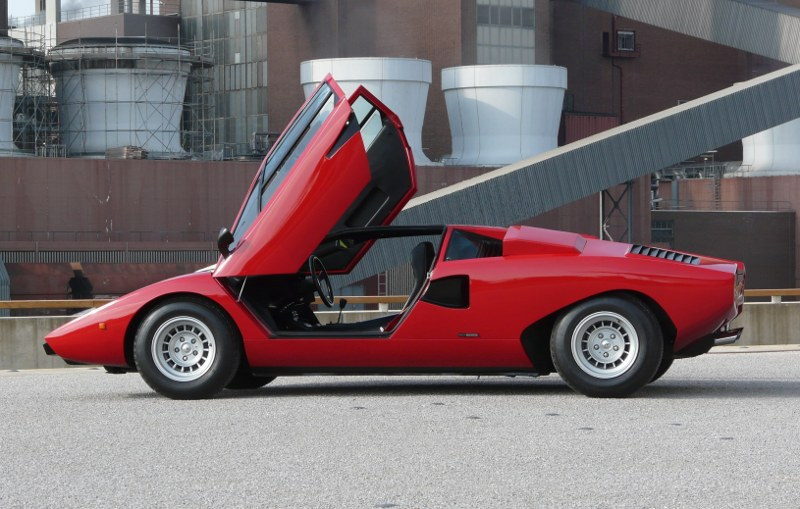
One-Box-Design und Scherentüren: Lamborghini Countach (LP 400)

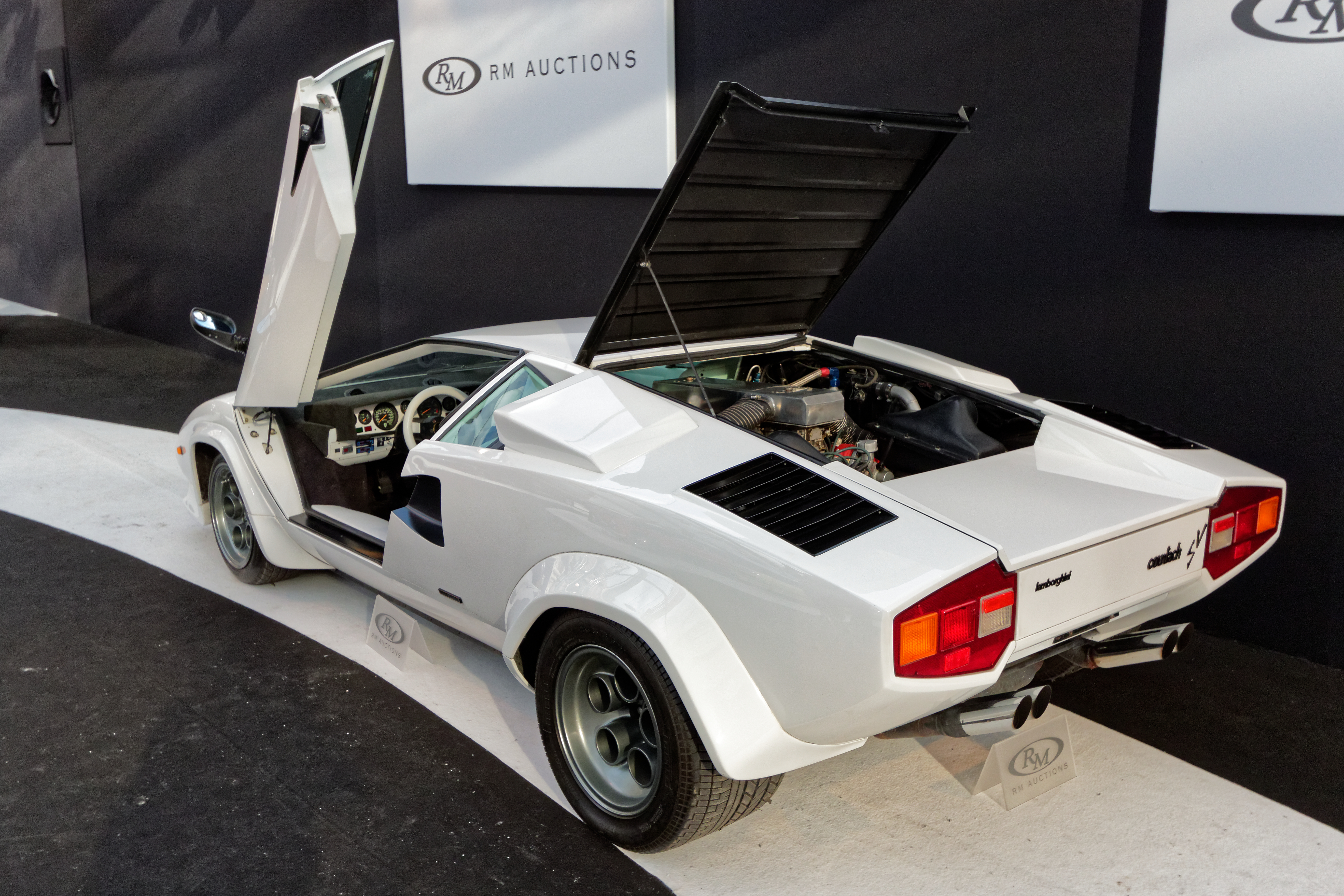
Ausgestellte Radläufe: serienmäßig ab dem LP 400 S

Tragendes Gerüst aller Serienmodelle ist – anders als beim LP 500, der einen Plattformrahmen hatte – ein Gitterrahmen aus Rohren mit rundem Querschnitt. Das Cockpit ist von einer Überrollbügelstruktur umgeben. Die Karosserie der Serienversionen besteht aus 1 mm starken Aluminiumblechen, die auf dem Rahmen aufgenietet sind.

#### Design
Die Karosserie des Countach ist ein Entwurf des Bertone-Designers Marcello Gandini. Im Wesentlichen entspricht die Karosserieform des Serien-Countach der 1971 vorgestellten Studie LP 500, auch wenn diese in einigen Details deutlich vom LP 500 abweicht. Bei der Gestaltung des Countach griff Gandini einige Designelemente auf, die bereits einige Jahre zuvor bei anderen Studien vorgestellt worden waren. Im Profil folgt der Countach dem One-Box-Design, das Giorgetto Giugiaro 1968 erstmals beim Showcar Bizzarrini Manta gezeigt hatte: Der Vorderwagen geht annähernd stufenlos in die stark geneigte Windschutzscheibe über, die ihrerseits eine Linie mit der flach auslaufende Dachpartie bildet. Erstmals bei einem Serienfahrzeug gab es Scherentüren. Gandini hatte dieses Konzept schon 1968 bei dem Showcar Bertone Carabo realisiert. Das rundlich verlaufende Profil kontrastiert mit Ecken und Winkeln an den Fahrzeugflanken und am Heck. Anders als die Studie LP 500, haben die Serienfahrzeuge NACA-Lufteinlässe in den Flanken und große Lufthutzen auf den hinteren Kotflügeln. Die rechteckigen Rückleuchten kommen auch beim Alfa Romeo Alfetta zum Einsatz. Sie werden in eine rote Reflektorfläche eingepasst. Bei der letzten Baureihe wurde statt dieser Fläche eine in Wagenfarbe lackierte Kunststoffblende verwendet. Die hinteren Radausschnitte sind, wie bei Gandini-Entwürfen üblich, nicht rund, sondern im oberen Bereich schräg angeschnitten. Beginnend mit dem 1978 eingeführten LP 400 S sind die Radläufe durch Anbauteile aus Kunststoff deutlich ausgestellt, um größer dimensionierten Reifen Raum zu geben.

## Die Serienmodelle
In den Jahren 1974 bis 1990 entstanden etwa 2000 Countachs, die sich auf fünf Serien verteilen.

### Countach LP 400

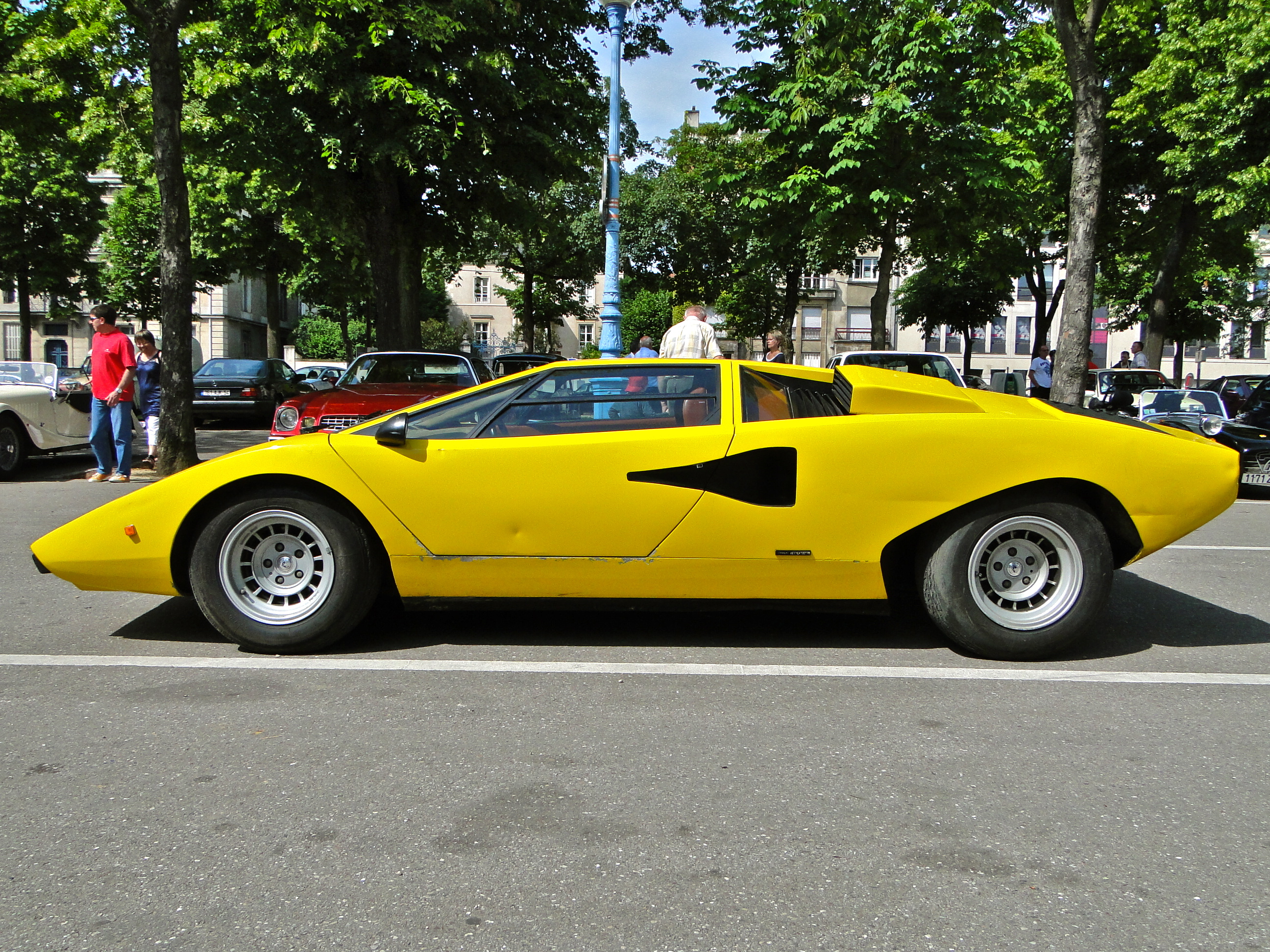
Lamborghini Countach LP 400

In den Jahren 1974 bis 1978 wurde die erste Version des Modells unter der Bezeichnung Lamborghini Countach LP 400 angeboten. In dieser Ausführung hat der V12-Motor einen Hubraum von 3.929 cm³ und leistet 276 kW (375 PS), die bei 8000 Umdrehungen pro Minute anfallen. Der LP 400 war zehn Jahre lang der schnellste Lamborghini überhaupt, nicht zuletzt, weil verschärfte Schadstoffregelungen vor allem in den USA bei späteren Modellen eine Drosselung der Motorleistung notwendig machten. Erst als Lamborghini den LP 500 S mit deutlich mehr Hubraum ausstattete, konnten die Leistungswerte des Modells aus dem Jahr 1974 wieder erreicht werden.
Das erste Serienexemplar des Countach kaufte 1974 der österreichisch-kanadische Unternehmer Walter Wolf, der wenig später einige Modifikationen bei Lamborghini in Auftrag gab, die zunächst zu drei Sondermodellen und 1978 schließlich zum weiterentwickelten LP 400S führten.
1975 bot der Schweizer Importeur den Countach LP 400 für 115.000 Schweizer Franken an. Der Listenpreis des Ferrari 365 GT/4 BB war 4.500 Franken höher, während der Maserati Bora und der Porsche Turbo mit 81.500 bzw. 78.650 Franken jeweils deutlich günstiger waren.

### Countach LP 400S

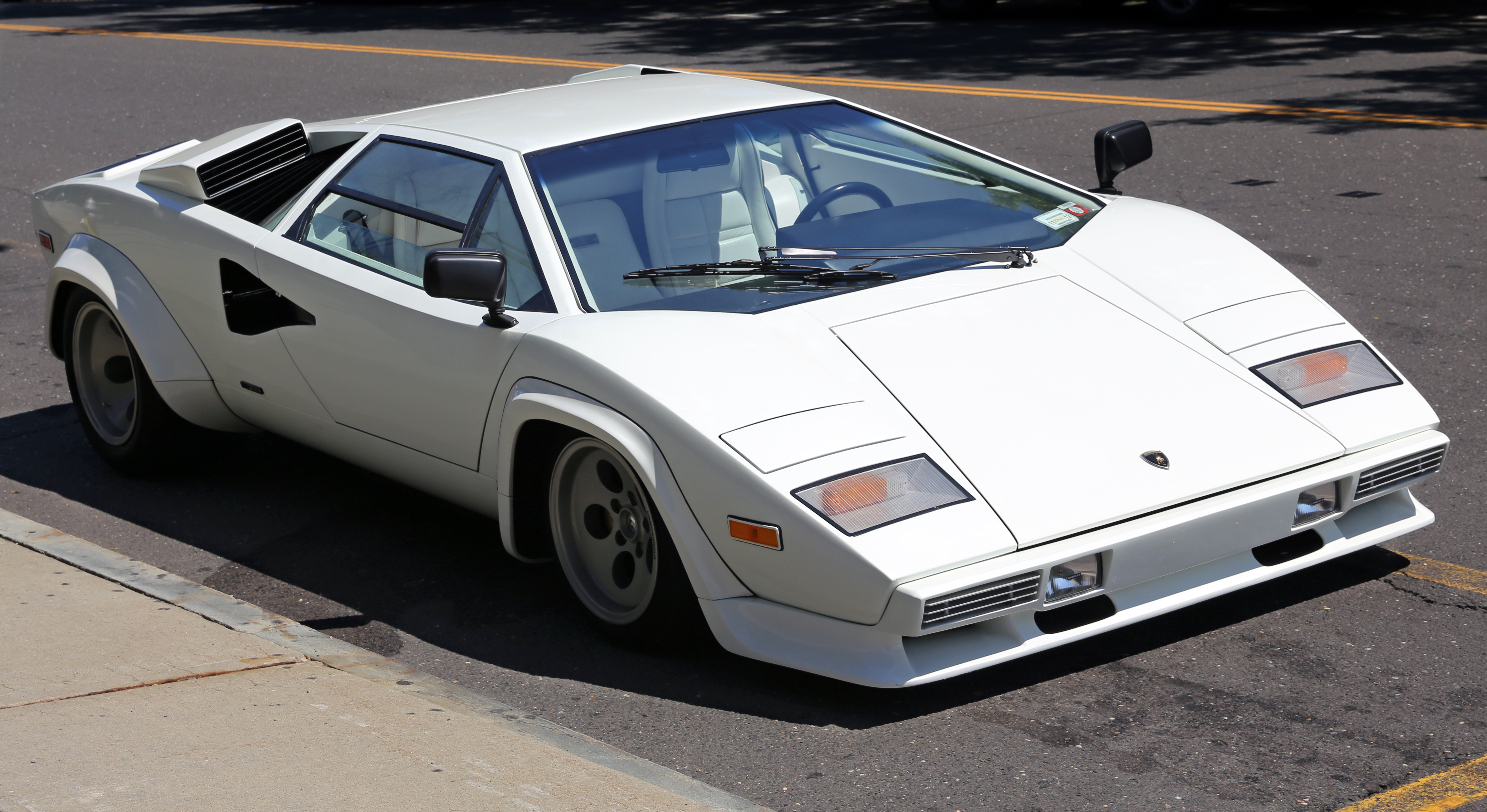
Lamborghini Countach LP 400 S

Nach vierjähriger Bauzeit wurde der Countach LP 400 von dem Countach LP 400S abgelöst. Der auf dem Genfer Autosalon 1978 präsentierte LP 400S wurde bis 1982 produziert. Viele Autoren halten ihn für eine gereifte und wesentlich verbesserte Version des Countach. Seine Entwicklung war von Giampaolo Dallara beeinflusst, der ab 1975 einige Spezialversionen des Countach für den kanadischen Ölmagnaten Walter Wolf konstruiert hatte. Der LP 400 S hat grundsätzlich den gleichen Motor wie der LP 400; zum Einsatz kommen hier jedoch kleinere Weber-Vergaser vom Typ 40DCOE, wodurch sich die Motorleistung um 15 kW (20 PS) auf 261 kW (355 PS) reduzierte, die Elastizität aber verbesserte. Neu waren Pirelli-P7-Niederquerschnittsreifen, die eine geänderte Fahrwerksgeometrie notwendig machten. Die vorderen Felgen dieser Baureihe sind 8 Zoll, die hinteren 12 Zoll breit. Damit gingen Karosseriemodifikationen einher, die sich an den Walter-Wolf-Countachs orientieren. Neben einem Frontspoiler haben alle LP 400 S-Modelle verbreiterte Radhäuser. Wahlweise war ein auffälliger Heckflügel erhältlich, der den Anpressdruck auf die Hinterachse erhöhen sollte, im Gegenzug aber die Höchstgeschwindigkeit um etwa 15 km/h sinken ließ.
In den Jahren 1978 bis 1982 baute Lamborghini 237 Exemplare des LP 400S. Manchmal wird diese Baureihe in drei Unterserien eingeteilt, die sich insbesondere durch die verwendeten Felgen und Detaileinstellungen der Aufhängung voneinander unterscheiden.

### Countach LP 500S

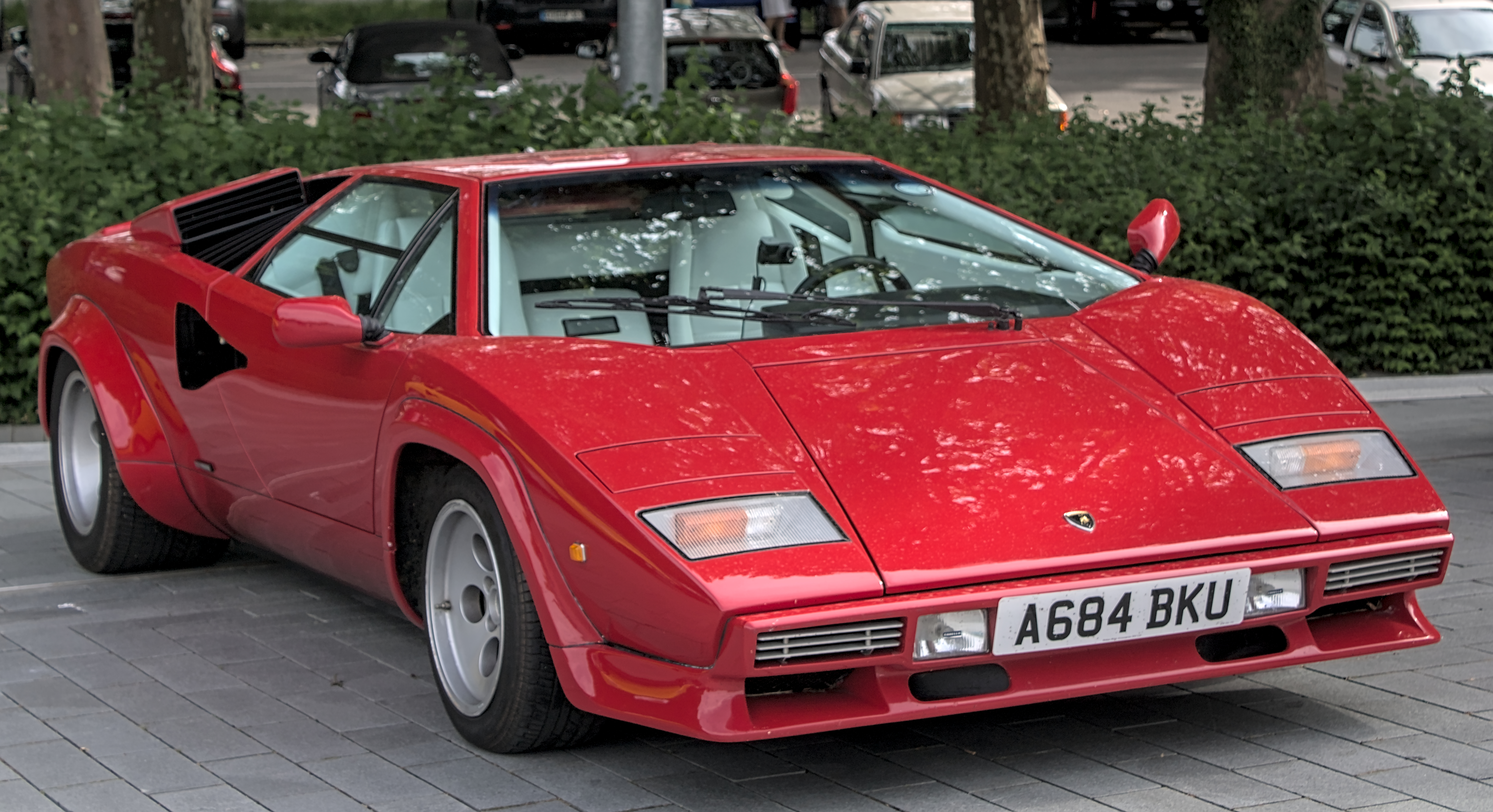
Countach LP 500S

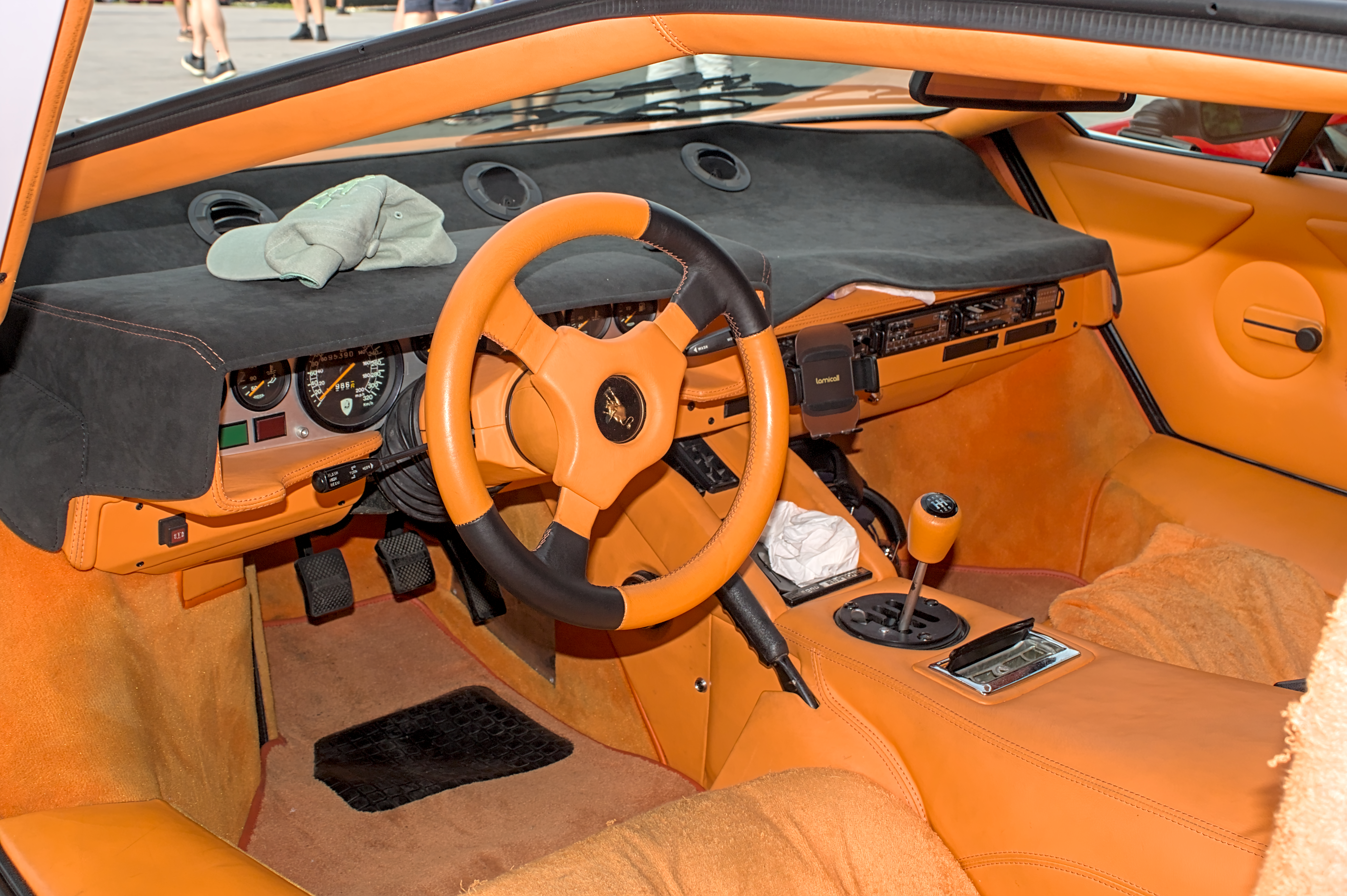
Innenraum LP 500S

Die dritte Variante des Countach kam 1982 unter der Bezeichnung LP 500S auf den Markt. Sie geht auf die Brüder Patrick und Jean Claude Mimran zurück, die Automobili Lamborghini im Januar 1981 übernommen hatten. Verantwortliche Ingenieure waren Giulio Alfieri und Luigi Marmaroli.
Der Countach LP 500S entspricht äußerlich weitestgehend seinem direkten Vorgänger. Der wesentliche Unterschied ist sein größerer und leistungsstärkerer Motor. Im LP 500S hat der Lamborghini-Zwölfzylinder einen Hubraum von 4.754 cm³ und eine Leistung von 276 kW (375 PS). Neben der Bohrung und dem Hub hatte Marmaroli auch die Brennräume überarbeitet; der LP-500S-Motor hat außerdem größere Vergaser und eine elektronische Marelli-Zündung. Der Innenraum war teilweise neu gestaltet worden, sodass sich unter anderem die Bedienungsfreundlichkeit der Schalter und Instrumente erhöhte. Tests aus dieser Zeit notierten eine gegenüber den früheren Varianten deutlich erhöhte Verarbeitungsqualität. Ein britischer Test ermittelte eine Höchstgeschwindigkeit von 264 km/h; sie lag auf gleichem Niveau wie die des Countach-Konkurrenten Ferrari 512 BB.
Lamborghini produzierte in den Jahren 1982 bis 1985 insgesamt 321 Exemplare des LP 500S.

### Countach LP 5000 S Quattrovalvole

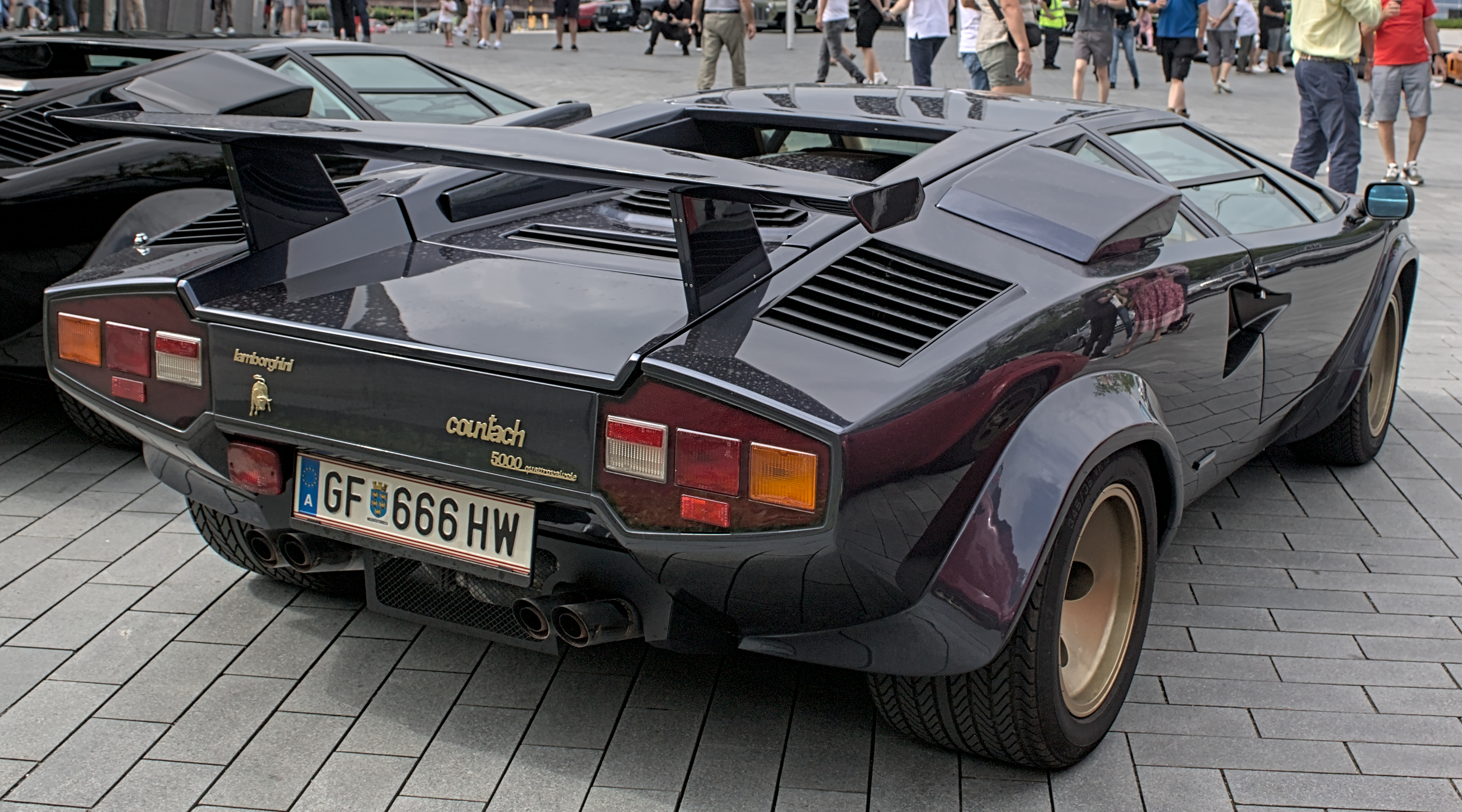
Europäische Version des Countach LP 5000S QV

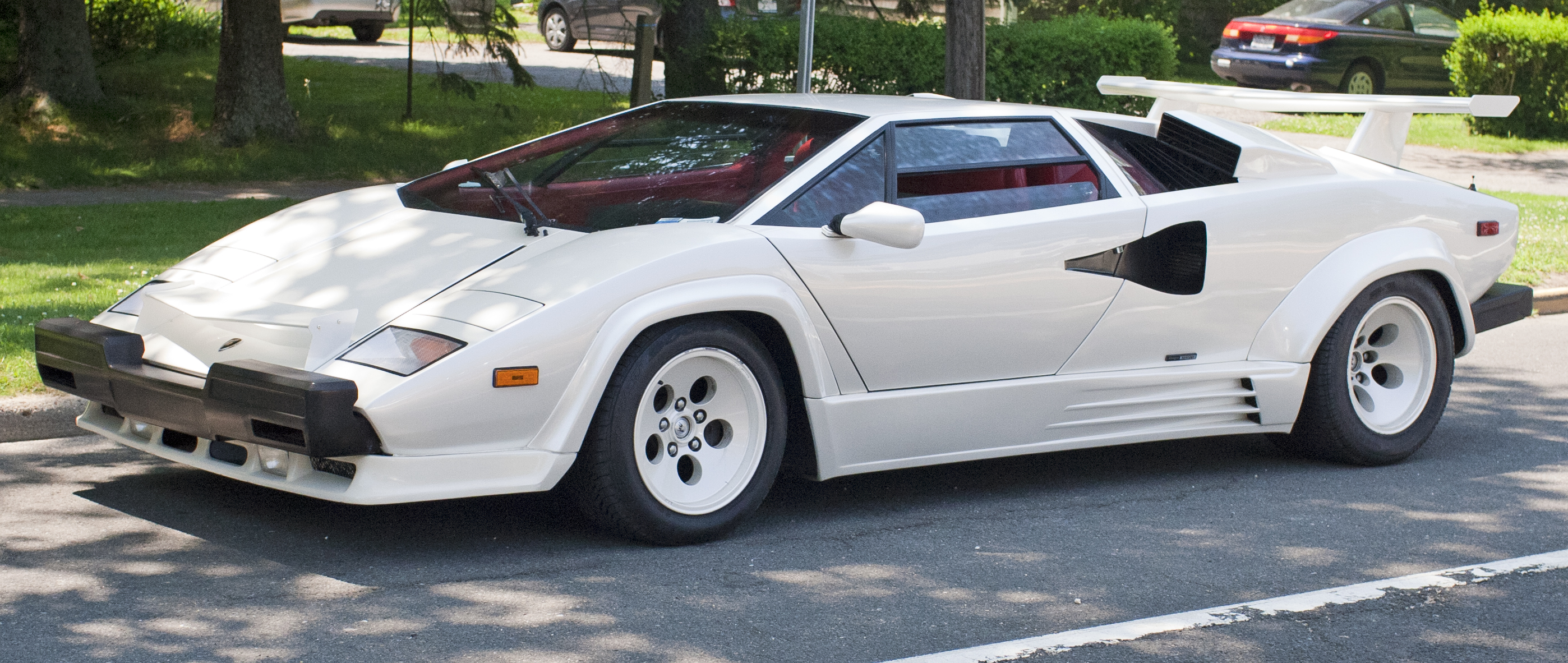
US-Version des Countach LP 5000S QV

1985 folgte der Lamborghini Countach LP 5000 S Quattrovalvole oder kurz Countach LP 5000 S QV (ital. für vier Ventile). Der Hubraum des Zwölfzylindermotors wurde auf 5.167 cm³ erhöht. Jeder Zylinder hat nun vier Ventile (zwei Ein- und zwei Auslassventile). Diese Modellreihe wurde bis 1988 produziert. Nimmt man Motorisierungsvarianten zusammen, so entstanden 610 Fahrzeuge.

#### Europäische Version
Die Modelle für den europäischen Markt waren weiterhin mit Weber-Vergasern ausgestattet; ihre Leistung lag nach Werksangabe bei 335 kW (455 PS). Weil dieser Motor höher war als die Vorgängervarianten, musste die Motorhaube leicht ausgewölbt werden, wodurch sich die Sicht nach hinten merklich verschlechterte.

#### US-Version
Der Countach LP 5000 S Quattrovalvole war erstmals auch auf dem US-amerikanischen Markt erhältlich. Die dort geltenden Abgasbestimmungen ließen sich nur durch eine Änderung der Gemischaufbereitung einhalten. Anstelle der Weber-Vergaser haben die US-amerikanischen Countach-Versionen eine K-Jetronic-Einspritzanlage von Bosch. Die Leistung dieser Ausführung wurde mit 449 SAE-PS (netto) angegeben, was ungefähr 309 kW (420 DIN-PS) entsprach. Testberichte aus dieser Zeit bezweifelten jedoch die Richtigkeit der Werksangaben. Äußerlich unterscheidet sich die US-Version des Countach durch große aufgesetzte Stoßstangen, die die nordamerikanischen Sicherheitsvorschriften erfüllten und allgemein als „hässlich und deplatziert“ wahrgenommen wurden. 66 Countachs erhielten werksseitig einen Motor mit Benzineinspritzung.

### Countach 25 Anniversary

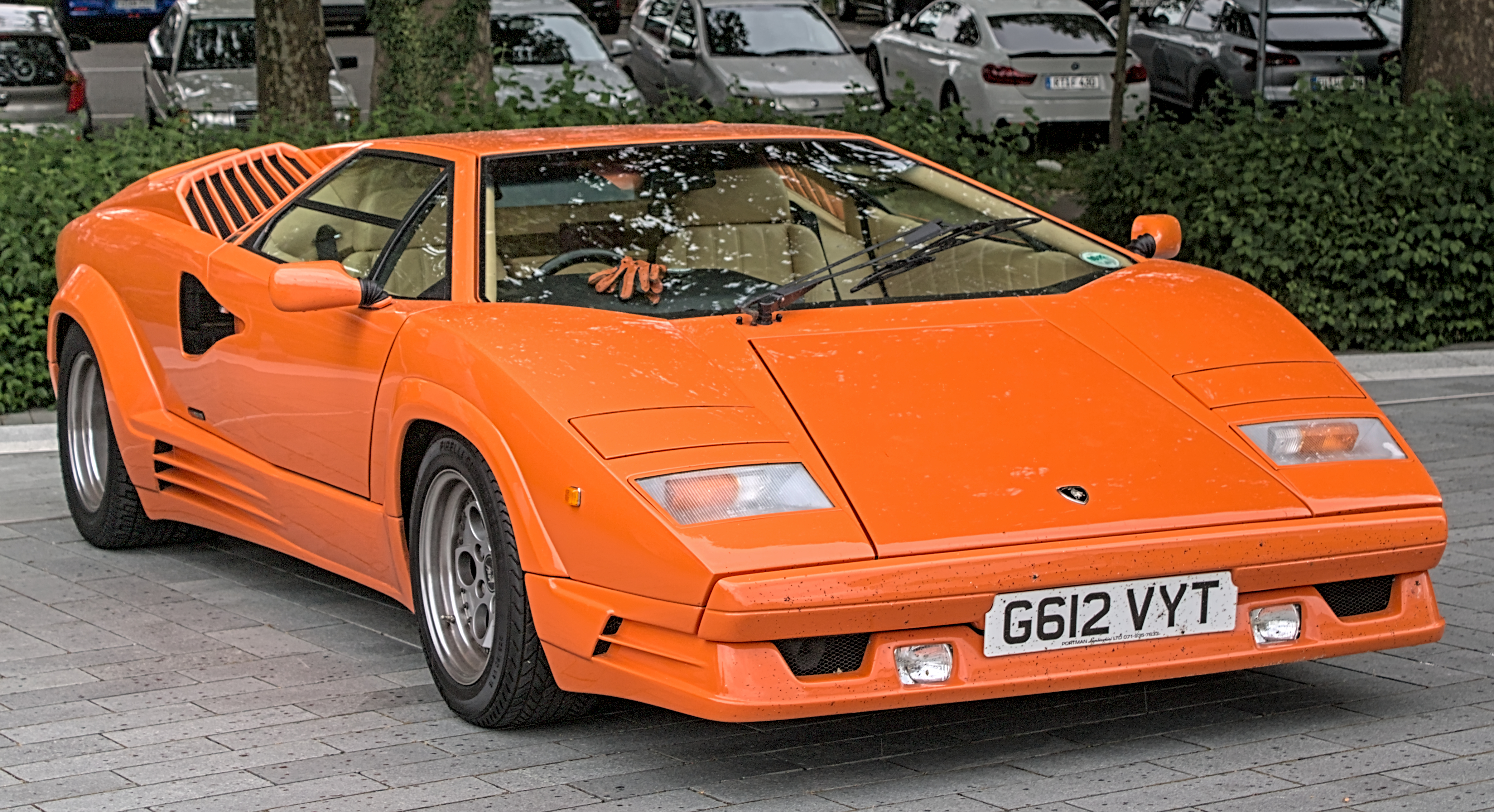
Lamborghini Countach 25th Anniversary

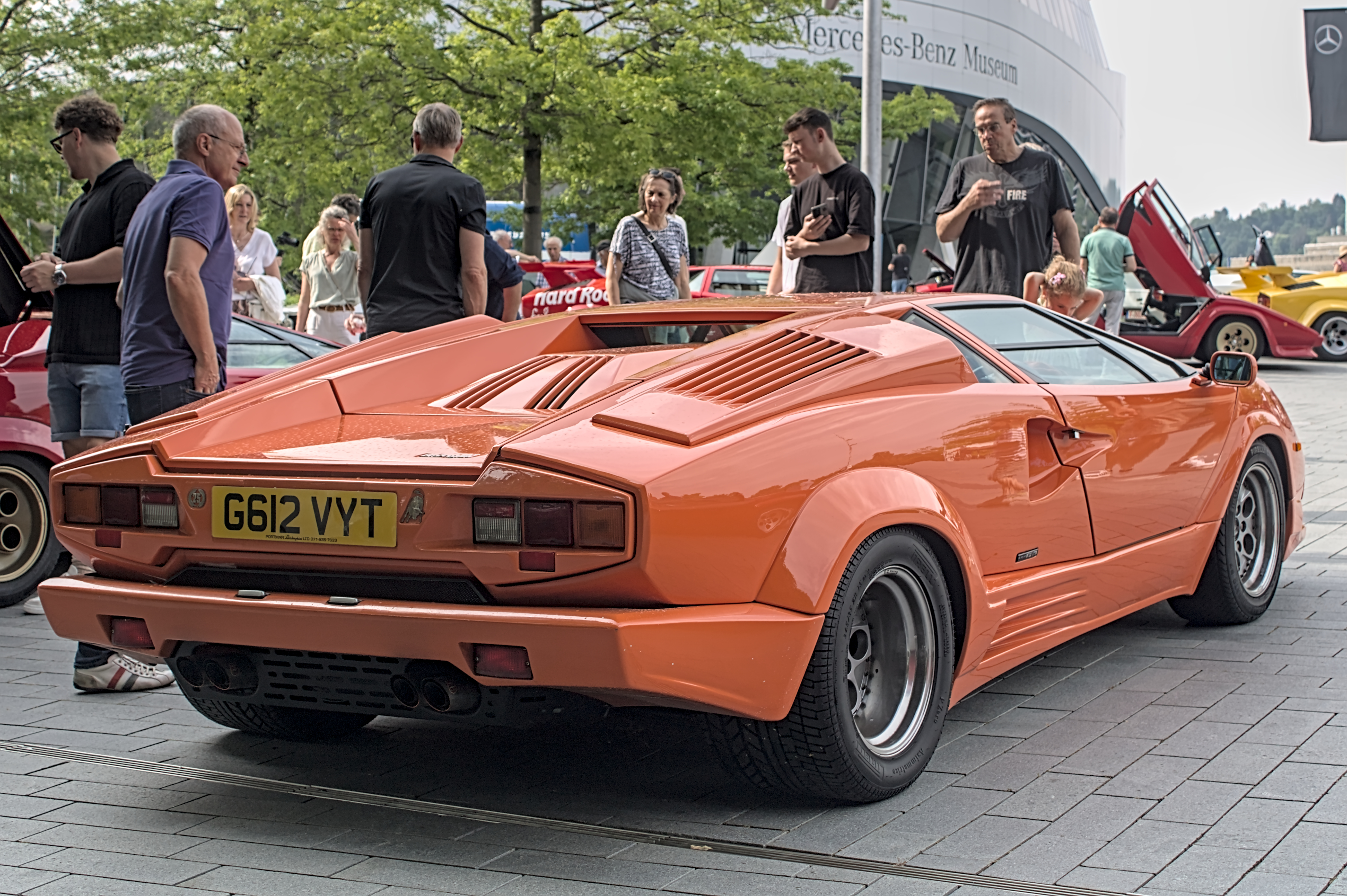
Heckansicht

1988 wurde eine Interims-Version aufgelegt, sie unterscheidet sich äußerlich durch Schweller mit integrierter Luftzufuhr für die Hinterradbremse, außerdem ist eine Klimaautomatik eingebaut, wie sie auch im nachfolgenden Anniversary-Modell zu finden ist.
Die letzte Baureihe war der 1988 bis 1990 gebaute Lamborghini Countach 25 Anniversary, ein Jubiläumsmodell zum 25-jährigen Bestehen des 1963 gegründeten Unternehmens Automobili Lamborghini. Die Motorleistung wurde nicht erhöht, jedoch die Karosserie verändert. Die Heckleuchten und die dazwischenliegenden Blenden wurden neu gestaltet, es gab Schwellerverkleidungen mit Lufteinlässen und einen geänderten Frontspoiler mit seitlichen Lufteinlässen.

## Produktion

### Produktionsprozess
Während Lamborghini die Fertigung seiner Sportwagenmodelle bislang weitestgehend auf Subunternehmer ausgelagert hatte, komplettierte das Unternehmen den Countach in den eigenen Werksanlagen in Sant’Agata Bolognese. Die meisten Komponenten des Countach kamen von Zulieferbetrieben, lediglich den Motor, das Getriebe und die Aufhängung produzierte Lamborghini selbst. Das Chassis baute der Spezialbetrieb Marchesi in Modena, während die Karosseriebleche nominell bei Bertone gepresst wurden; zeitweise griff Bertone aber auf Zulieferbetriebe wie Silver Car zurück. Lamborghinis Mechaniker übernahmen den Zusammenbau der einzelnen Teile, den Einbau des Innenraums und die Lackierung der Karosserie. Der Countach war damit der erste Lamborghini, der serienmäßig im Werk komplettiert wurde. Der Aufbau erfolgte vollständig in Handarbeit. Wegen des hohen Arbeitsaufwands und der geringen Personalstärke Lamborghinis komplettierte das Unternehmen in den ersten Jahren nur ein Auto pro Woche.

### Produktionsumfang
Die Produktionszahlen verteilen sich wie folgt über die einzelnen Baureihen:
| LP 500  | LP 400        | LP 400 S  | LP 500 S  | Quattrovalvole | LP 500 Turbo S | 25 Anniversary | Evoluzione | L 150   |
| ------- | ------------- | --------- | --------- | -------------- | -------------- | -------------- | ---------- | ------- |
| 1 Stück | 150/157 Stück | 237 Stück | 321 Stück | 610 Stück      | 2 Stück        | 657 Stück      | 1 Stück    | 1 Stück |

## Technische Daten
| Lamborghini Countach                |                                                                               |                                                                               |                                                                               |                                                                               |                                                                               |                                                                               |                                                                               |
|                                     | LP 500                                                                        | LP 400                                                                        | LP 400 S                                                                      | LP 500S                                                                       | LP 5000S QV                                                                   | LP 5000S QV (USA)                                                             | 25 Anniversary                                                                |
| ----------------------------------- | ----------------------------------------------------------------------------- | ----------------------------------------------------------------------------- | ----------------------------------------------------------------------------- | ----------------------------------------------------------------------------- | ----------------------------------------------------------------------------- | ----------------------------------------------------------------------------- | ----------------------------------------------------------------------------- |
| Motorart                            | Ottomotor                                                                     | Ottomotor                                                                     | Ottomotor                                                                     | Ottomotor                                                                     | Ottomotor                                                                     | Ottomotor                                                                     | Ottomotor                                                                     |
| Motorbauart                         | V12                                                                           | V12                                                                           | V12                                                                           | V12                                                                           | V12                                                                           | V12                                                                           | V12                                                                           |
| Hubraum                             | 4971 cm³                                                                      | 3929 cm³                                                                      | 3929 cm³                                                                      | 4754 cm³                                                                      | 5167 cm³                                                                      | 5167 cm³                                                                      | 5167 cm³                                                                      |
| Bohrung × Hub                       |                                                                               | 82 mm × 62 mm                                                                 | 82 mm × 62 mm                                                                 | 85,5 mm × 69 mm                                                               | 85,5 mm × 75 mm                                                               | 85,5 mm × 75 mm                                                               | 85,5 mm × 75 mm                                                               |
| Gemischaufbereitung                 | 6 Doppelvergaser                                                              | 6 Doppelvergaser                                                              | 6 Doppelvergaser                                                              | 6 Doppelvergaser                                                              | 6 Doppelvergaser                                                              | elektronische Benzineinspritzung                                              | 6 Doppelvergaser                                                              |
| Ventilsteuerung                     | zwei obenliegende Nockenwellen pro Zylinderbank                               | zwei obenliegende Nockenwellen pro Zylinderbank                               | zwei obenliegende Nockenwellen pro Zylinderbank                               | zwei obenliegende Nockenwellen pro Zylinderbank                               | zwei obenliegende Nockenwellen pro Zylinderbank                               | zwei obenliegende Nockenwellen pro Zylinderbank                               | zwei obenliegende Nockenwellen pro Zylinderbank                               |
| Nockenwellenantrieb                 | Kettenantrieb                                                                 | Kettenantrieb                                                                 | Kettenantrieb                                                                 | Kettenantrieb                                                                 | Kettenantrieb                                                                 | Kettenantrieb                                                                 | Kettenantrieb                                                                 |
| Verdichtungsverhältnis              | 10,5:1                                                                        | 10,5:1                                                                        | 10,5:1                                                                        | 9,2:1                                                                         | 9,5:1                                                                         | 9,5:1                                                                         | 9,5:1                                                                         |
| max. Leistung                       | 328 kW (446 PS)                                                               | 276 kW (375 PS)                                                               | 261 kW (355 PS)                                                               | 276 kW (375 PS)                                                               | 335 kW (455 PS)                                                               | 309 kW (420 PS)                                                               | 335 kW (455 PS)                                                               |
| max. Drehmoment                     | 448 Nm bei 5750/min                                                           | 361 Nm bei 5000/min                                                           | 356 Nm bei 5000/min                                                           | 418 Nm bei 4500/min                                                           | 500 Nm bei 5200/min                                                           |                                                                               | 418 Nm bei 4500/min                                                           |
| Kühlung                             | Wasserkühlung                                                                 | Wasserkühlung                                                                 | Wasserkühlung                                                                 | Wasserkühlung                                                                 | Wasserkühlung                                                                 | Wasserkühlung                                                                 | Wasserkühlung                                                                 |
| Getriebe                            | handgeschaltetes Fünfganggetriebe; Sperrdifferenzial                          | handgeschaltetes Fünfganggetriebe; Sperrdifferenzial                          | handgeschaltetes Fünfganggetriebe; Sperrdifferenzial                          | handgeschaltetes Fünfganggetriebe; Sperrdifferenzial                          | handgeschaltetes Fünfganggetriebe; Sperrdifferenzial                          | handgeschaltetes Fünfganggetriebe; Sperrdifferenzial                          | handgeschaltetes Fünfganggetriebe; Sperrdifferenzial                          |
| Radaufhängung vorn                  | Doppelte Dreiecksquerlenker, Schraubenfedern, Teleskopstoßdämpfer             | Doppelte Dreiecksquerlenker, Schraubenfedern, Teleskopstoßdämpfer             | Doppelte Dreiecksquerlenker, Schraubenfedern, Teleskopstoßdämpfer             | Doppelte Dreiecksquerlenker, Schraubenfedern, Teleskopstoßdämpfer             | Doppelte Dreiecksquerlenker, Schraubenfedern, Teleskopstoßdämpfer             | Doppelte Dreiecksquerlenker, Schraubenfedern, Teleskopstoßdämpfer             | Doppelte Dreiecksquerlenker, Schraubenfedern, Teleskopstoßdämpfer             |
| Radaufhängung hinten                | Doppelte Dreiecksquerlenker, Schraubenfedern, zwei Teleskopstoßdämpfer je Rad | Doppelte Dreiecksquerlenker, Schraubenfedern, zwei Teleskopstoßdämpfer je Rad | Doppelte Dreiecksquerlenker, Schraubenfedern, zwei Teleskopstoßdämpfer je Rad | Doppelte Dreiecksquerlenker, Schraubenfedern, zwei Teleskopstoßdämpfer je Rad | Doppelte Dreiecksquerlenker, Schraubenfedern, zwei Teleskopstoßdämpfer je Rad | Doppelte Dreiecksquerlenker, Schraubenfedern, zwei Teleskopstoßdämpfer je Rad | Doppelte Dreiecksquerlenker, Schraubenfedern, zwei Teleskopstoßdämpfer je Rad |
| Bremsen vorne                       | innenbelüftete Scheibenbremsen Durchmesser 269 mm                             | innenbelüftete Scheibenbremsen Durchmesser 269 mm                             | innenbelüftete Scheibenbremsen Durchmesser 269 mm                             | innenbelüftete Scheibenbremsen Durchmesser 300 mm                             | innenbelüftete Scheibenbremsen Durchmesser 300 mm                             | innenbelüftete Scheibenbremsen Durchmesser 300 mm                             | innenbelüftete Scheibenbremsen Durchmesser 300 mm                             |
| Bremsen hinten                      | innenbelüftete Scheibenbremsen Durchmesser 265 mm                             | innenbelüftete Scheibenbremsen Durchmesser 265 mm                             | innenbelüftete Scheibenbremsen Durchmesser 265 mm                             | innenbelüftete Scheibenbremsen Durchmesser 280 mm                             | innenbelüftete Scheibenbremsen Durchmesser 280 mm                             | innenbelüftete Scheibenbremsen Durchmesser 280 mm                             | innenbelüftete Scheibenbremsen Durchmesser 280 mm                             |
| Karosserie                          | Aluminiumbleche auf Gitterrahmen                                              | Aluminiumbleche auf Gitterrahmen                                              | Aluminiumbleche auf Gitterrahmen                                              | Aluminiumbleche auf Gitterrahmen                                              | Aluminiumbleche auf Gitterrahmen                                              | Aluminiumbleche auf Gitterrahmen                                              | Aluminiumbleche auf Gitterrahmen                                              |
| Radstand                            | 2450 mm                                                                       | 2450 mm                                                                       | 2450 mm                                                                       | 2450 mm                                                                       | 2450 mm                                                                       | 2450 mm                                                                       | 2450 mm                                                                       |
| Abmessungen (Länge × Breite × Höhe) | 4140 mm × 2000 mm × 1070 mm                                                   | 4140 mm × 2000 mm × 1070 mm                                                   | 4140 mm × 2000 mm × 1070 mm                                                   | 4140 mm × 2000 mm × 1070 mm                                                   | 4140 mm × 2000 mm × 1070 mm                                                   | 4140 mm × 2000 mm × 1070 mm                                                   | 4140 mm × 2000 mm × 1070 mm                                                   |
| Bereifung vorn                      |                                                                               | 205/70 VR 14                                                                  | 205/50 VR 15                                                                  | 205/50 VR 15                                                                  | 225/50 VR                                                                     | 225/50 VR                                                                     | 225/50 VR                                                                     |
| Bereifung hinten                    |                                                                               | 215/70 VR 14                                                                  | 345/35 VR 15                                                                  | 345/35 VR 15                                                                  | 345/35 VR 15                                                                  | 345/35 VR 15                                                                  | 345/35 VR 15                                                                  |
| Leergewicht                         | 1130 kg                                                                       | 1065 kg                                                                       | 1200 kg                                                                       | 1480 kg                                                                       | 1490 kg                                                                       | 1490 kg                                                                       | 1590 kg                                                                       |
| Höchstgeschwindigkeit               | 300 km/h                                                                      | 309 km/h                                                                      | 292 km/h                                                                      | 300 km/h                                                                      | 295 km/h                                                                      | 295 km/h                                                                      | 295 km/h                                                                      |
| Beschleunigung 0–100 km/h           | 5,0 s                                                                         | 5,4 s                                                                         | 5,9 s                                                                         | 5,4 s                                                                         | 4,9 s                                                                         | 4,9 s                                                                         | 4,9 s                                                                         |

Fahrleistungen nach Messwerten von Auto, Motor und Sport:
|                       | LP 400   | LP 500S  | LP 5000 QV |
| --------------------- | -------- | -------- | ---------- |
| 0–60 km/h             | 3,0 s    | 2,8 s    |            |
| 0–80 km/h             | 4,1 s    | 3,8 s    |            |
| 0–100 km/h            | 5,4 s    | 5,2 s    | 4,8 s      |
| 0–120 km/h            | 7,2 s    | 7,2 s    |            |
| 0–140 km/h            | 9,4 s    | 9,3 s    | 8,1 s      |
| 0–160 km/h            | 11,8 s   | 11,0 s   |            |
| 0–180 km/h            | 16,0 s   | 14,5 s   | 13,0 s     |
| 0–200 km/h            | 18,7 s   | 17,8 s   | 17,0 s     |
| 1 km mit steh. Start  | 24,3 s   | 24,0 s   | 24,1 s     |
| Höchstgeschwindigkeit | 288 km/h | 293 km/h | 298 km/h   |

## Prototypen und Spezialanfertigungen

### Countach LP 500
Im Gegensatz zu den späteren Produktionsversionen hat der LP 500 ein Chassis und eine Karosserie aus Stahlblech.
Bezüglich der Fahrleistungen sind keine verlässlichen Werte vorhanden, da das Auto ständig verändert und nie offiziell von der Fachpresse getestet wurde.

### Der sogenannte Walter Wolf Countach

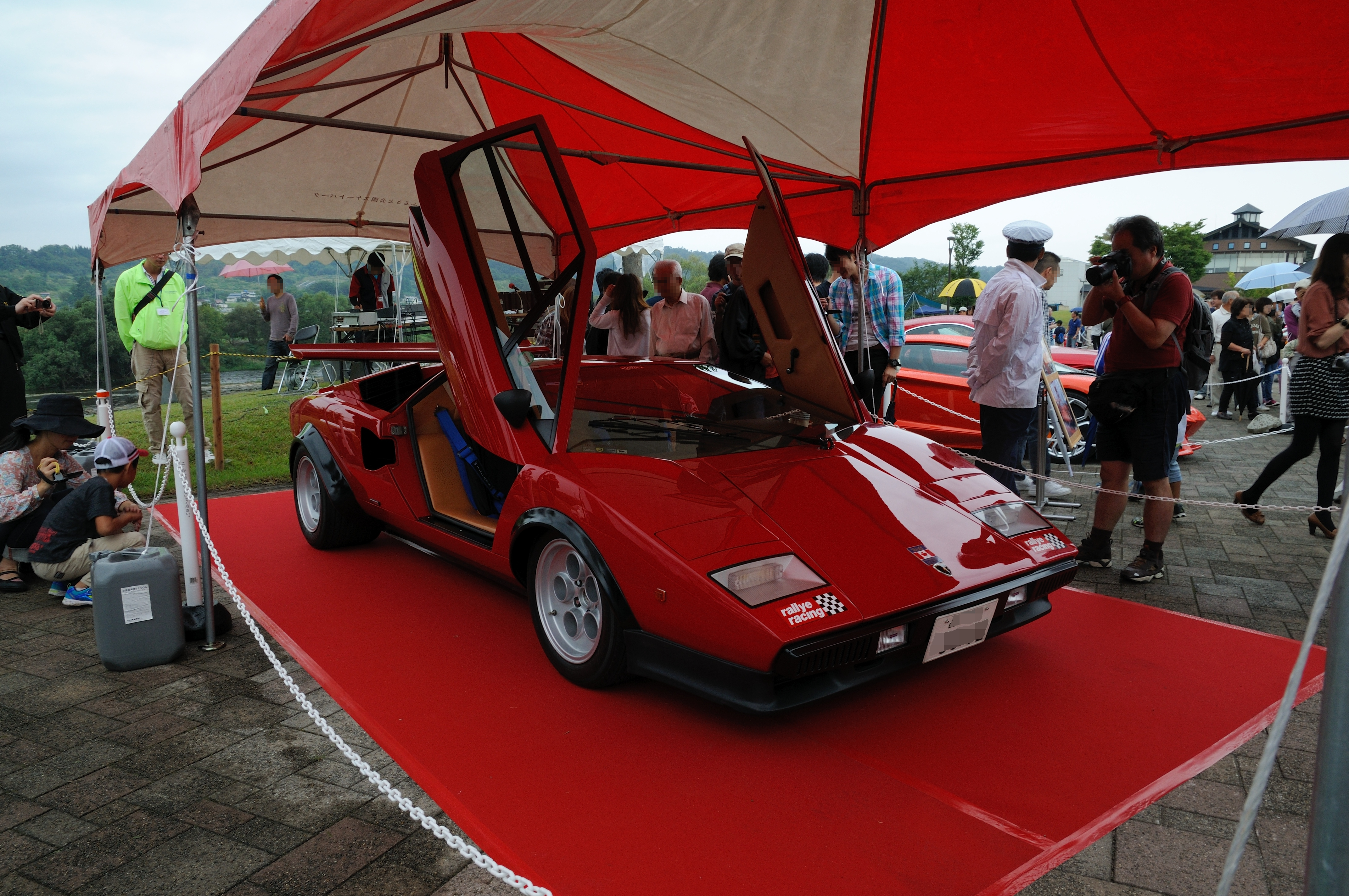
Einer der drei Walter-Wolf-Countachs

1975 bat der Multimillionär Walter Wolf den damaligen Lamborghini-Chefingenieur Gian Paolo Dallara, den Countach etwas zu überarbeiten. Die Karosserie wurde verändert (ähnlich der des ab 1978 erhältlichen LP 400 S), unter anderem durch einen stark vergrößerten Heckflügel und eine spezielle Innenausstattung und ein stärkerer Motor eingebaut, und zwar der 5-Liter-V12-Motor aus der Studie mit 330 kW (448 PS). Pirelli entwickelte spezielle Reifen für dieses Modell. Es erreichte über 315 km/h. Diverse Quellen berichteten, dass drei Exemplare hergestellt wurden. Das erste Exemplar, rot lackiert mit der Nummer 110148 befindet sich derzeit in Japan, ein weiteres, blau lackiertes in Deutschland (Nummer 1120202). Wolf selbst besaß einen blauen Countach (Nummer 1121210), dessen aktueller Verbleib jedoch unbekannt ist.

### Countach Turbo S
Auf Initiative eines Schweizer Händlers wurden zwei Fahrzeuge auf Turboladung umgerüstet. Der maximale Ladedruck war während der Fahrt zwischen 0,7 und 1,5 bar mit einem Handrad („Dampfrad“) verstellbar. Der 12-Zylinder-Motor mit 4,8 l leistete so bis zu 550 kW (748 PS) und erreichte 876 Nm maximales Drehmoment, was für eine Höchstgeschwindigkeit von 333 km/h und eine Beschleunigung von 0 auf 100 km/h in 3,6 Sekunden ausreichte. Dadurch war der Wagen das damals schnellste Straßenfahrzeug. Das erste, auf Basis eines LP 400 S von 1980 produzierte, rote Exemplar war lange verschollen, wurde jedoch 2018 in Nevada wiederentdeckt. Der zweite, schwarze Turbo S befindet sich in der Hand eines schwäbischen Unternehmers.

### Countach Evoluzione
Der Lamborghini Countach Evoluzione war der erste Prototyp für ein potenzielles Nachfolgemodell des Wagens. Das Besondere an ihm war das Leergewicht von nur 980 kg. Das war möglich, weil der Wagen zum Großteil aus kohlenstofffaserverstärktem Kunstharz bestand. Außerdem wurde zur Gewichtseinsparung auf eine Lackierung verzichtet. Der Motor stammt aus dem Countach, leistet aber 360 kW bei 7500/min. Die Höchstgeschwindigkeit ist 330 km/h; er beschleunigt in 4,2 Sekunden auf 100 km/h.

### Countach L150
Das Projekt L150 war ein Redesign des Countach mit temperaturgesteuerten Lamellen anstelle der großen Luftöffnungen, einer aerodynamisch besser geformten Wagenfront und in die Seite integrierten Kotflügelverbreiterungen. Der einzige gebaute Prototyp befindet sich heute in einer Privatsammlung in Japan. Er hat einen 5,2-l-V12-Motor, der 335 kW (455 PS) bei 7000/min leistet.

## Kit Cars

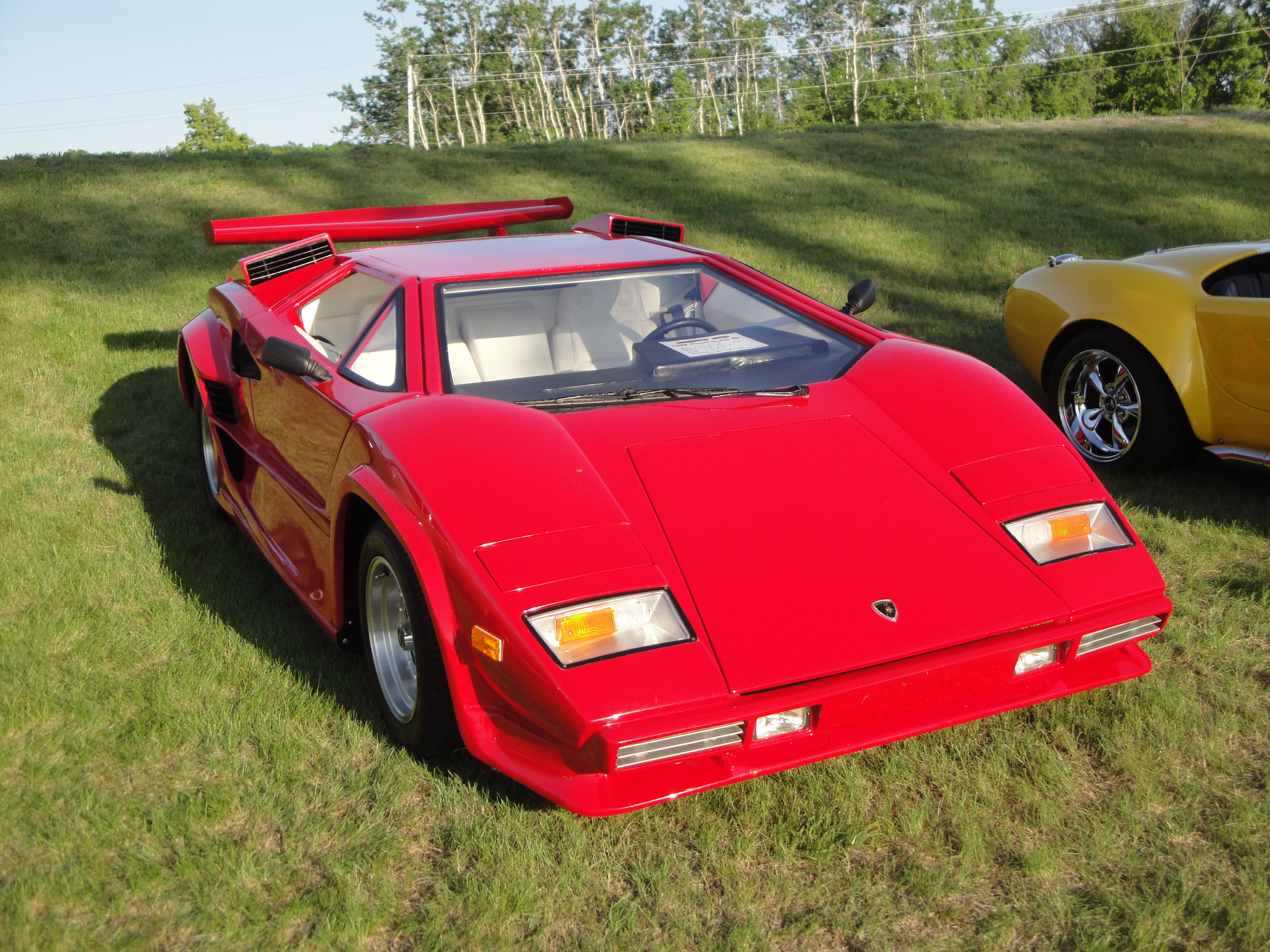
Lamborghini Countach Kit-Car

Der Lamborghini Countach erfreute sich als Vorlage für Kit-Car-Hersteller in Großbritannien großer Beliebtheit. Allein der Hersteller Prova Designs fertigte in den Jahren 1986 bis 1999 über 1200 Bausätze nach der Baureihe LP 400 S. Der Kit soll so gut gewesen sein, dass Ferruccio Lamborghini – er billigte den Nachbau – diesen mit „besser als das Original“ bezeichnete. Kleine Stückzahlen verschiedener Baumuster fertigten unter anderem die Hersteller Mirage Countach (70 Exemplare LP 400 S), Panache Cars (60 Exemplare LP 400), Brightwheel (25 Exemplare LP 400S) und Silhouette Cars (23 Exemplare LP 500 S), so dass nicht nur in Großbritannien weitaus mehr Nachbauten als echte Countach auf den Straßen zu finden waren.

## Rezeption
„Der Countach ist der Lamborghini schlechthin. Der Miura mag die junge Marke berühmt gemacht haben. Unsterblich wird Lamborghini erst durch den Countach.“

„Der Countach verschob die Maßstäbe nachhaltig. Nie gab es einen extremeren Sportwagen für die Straße, weder davor noch seitdem (den McLaren F1 eingeschlossen).“

## Wiederbelebung des Namens

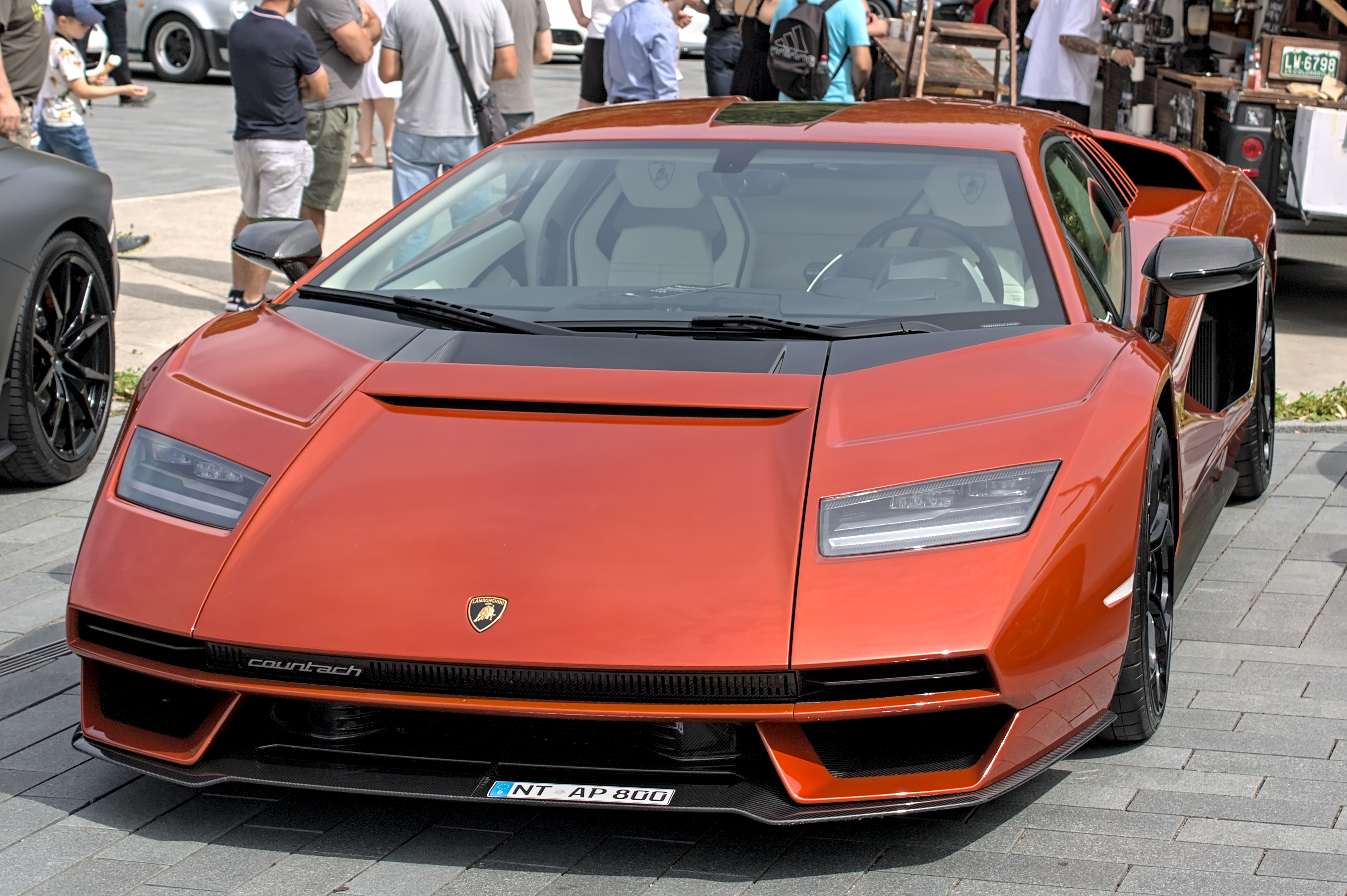
Countach LPI 800-4

Im August 2021 präsentierte Lamborghini mit dem Countach LPI 800-4 eine auf 112 Exemplare limitierte Neuauflage mit dem Antriebsstrang des Lamborghini Sián. Es wurde bewusst die Zahl 112 gewählt, da diese die interne Projektbezeichnung des Modells aus dem Jahr 1974 war.

## Der Countach in der Popkultur
Der Lamborghini Countach war vor allem in den 1980er-Jahren einer der stilprägendsten Supersportwagen dieser Zeit. So war er auch in vielen Filmen dieser Zeit zu sehen. Insbesondere in der sogenannten Cannonball-Run-Reihe (Auf dem Highway ist die Hölle los I–III) spielte der Countach eine zentrale Rolle. Aber auch in Serien wie Miami Vice war der Countach präsent. Der Countach ging daher auch in die Popkultur ein und etablierte das Image Lamborghinis als Hersteller von Supersportwagen und als Erzkonkurrent zu dem bereits schon lange Zeit etablierten italienischen Sportwagenhersteller Ferrari.